# Bricoptis marginicollis
Bricoptis marginicollis är en skalbaggsart som beskrevs av Leon Fairmaire 1901. Bricoptis marginicollis ingår i släktet Bricoptis och familjen Cetoniidae. Inga underarter finns listade.